# Thaumatogryllus cavicola
Thaumatogryllus cavicola is een rechtvleugelig insect uit de familie krekels (Gryllidae). De wetenschappelijke naam van deze soort is voor het eerst geldig gepubliceerd in 1978 door Gurney & Rentz.
1. ↑  (en) Thaumatogryllus cavicola op de IUCN Red List of Threatened Species.